# Särna
Särna ist ein Ort in der Provinz Dalarnas län und der historischen Provinz Dalarna in Schweden.

## Geografie
Er gehört zu der Gemeinde Älvdalen. Särna liegt am Österdalälven in der Nähe der norwegischen Grenze.

## Verkehrsanbindung
Särna ist über den Riksväg 70 und den Länsväg 311 an das schwedische Straßennetz angeschlossen.
Von 1928 bis 1972 war Särna Endbahnhof der Limedsforsen-Särna Järnväg (LSJ).

## Erwähnenswertes
In den Wäldern um Särna gibt es ein Netz von Sandwegen, die frei zugänglich sind und zu den Badeseen, Fischgewässern und Waldgebieten führen. In Särna finden sich außerdem Schneemobilpfade, Langlaufloipen, Skihänge und Badeseen.

## Bildergalerie

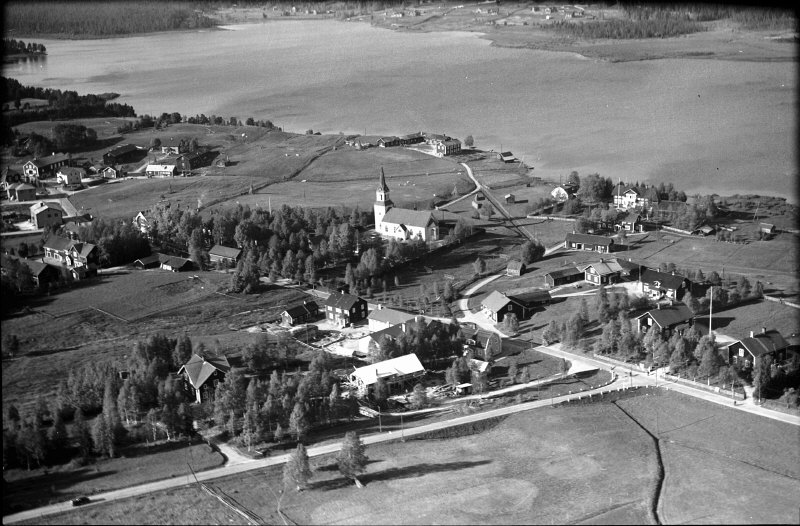
Särna (Luftaufnahme von 1936)
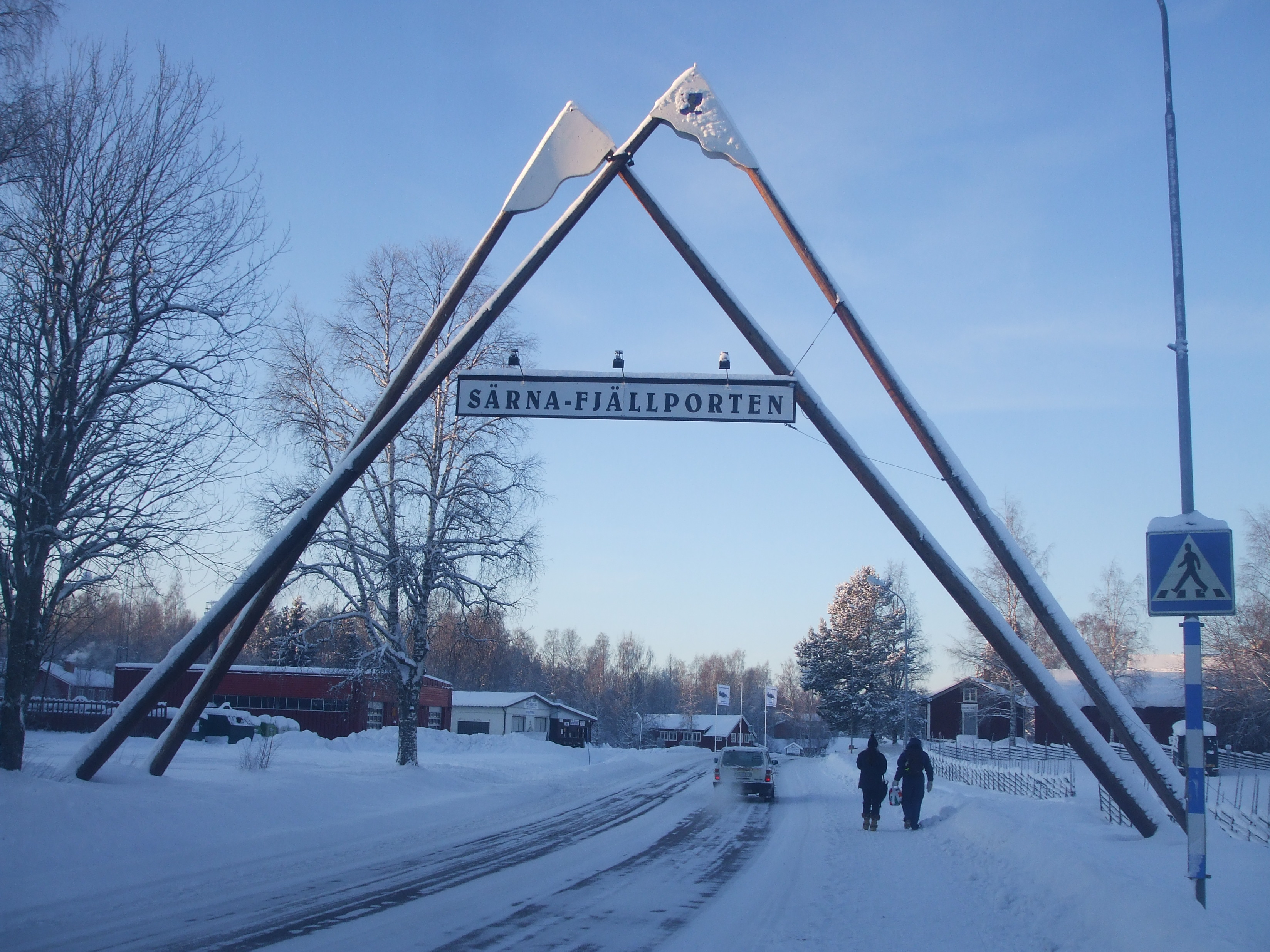
Särna (2009)
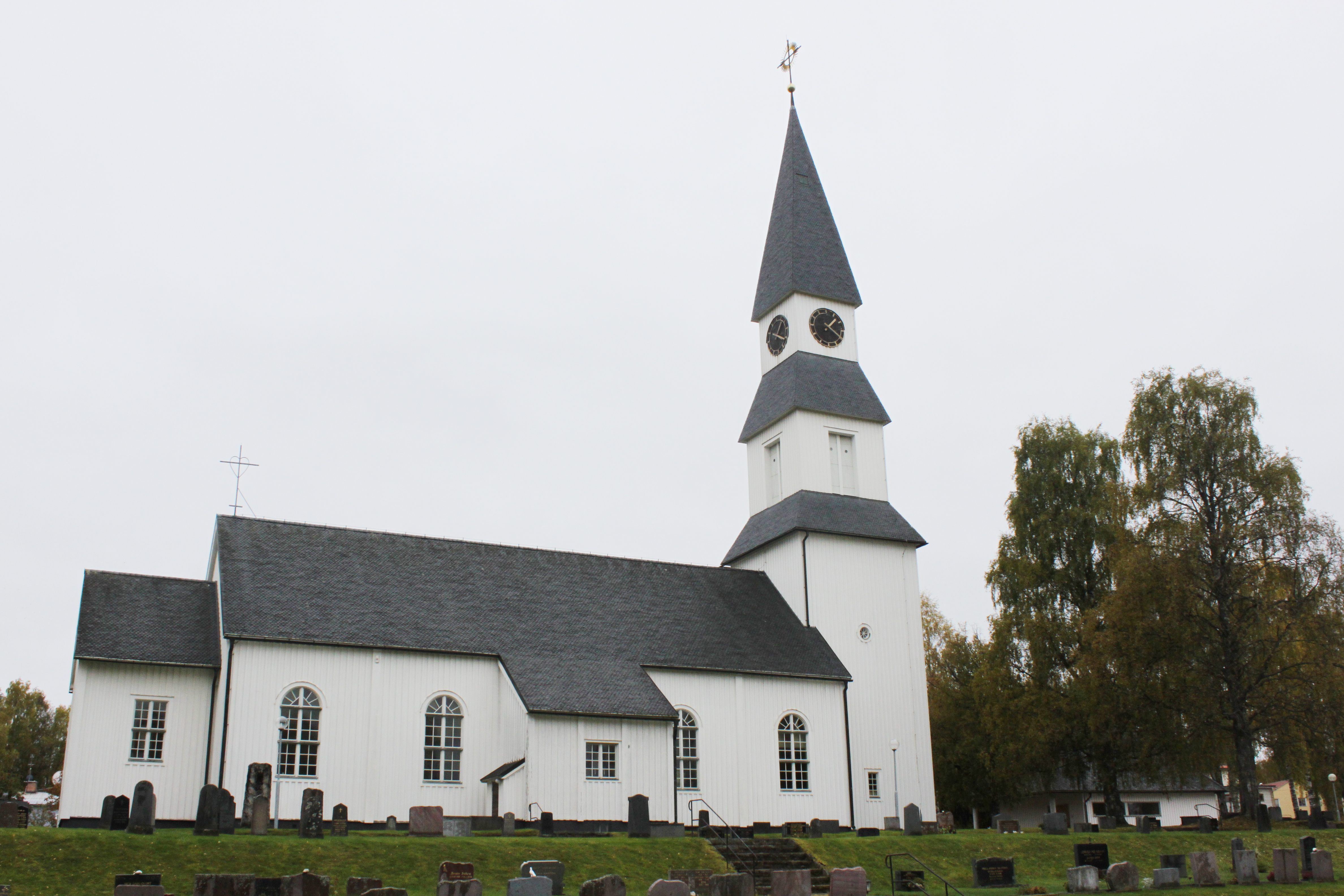
Nya kyrka (Neue Kirche, 2012)
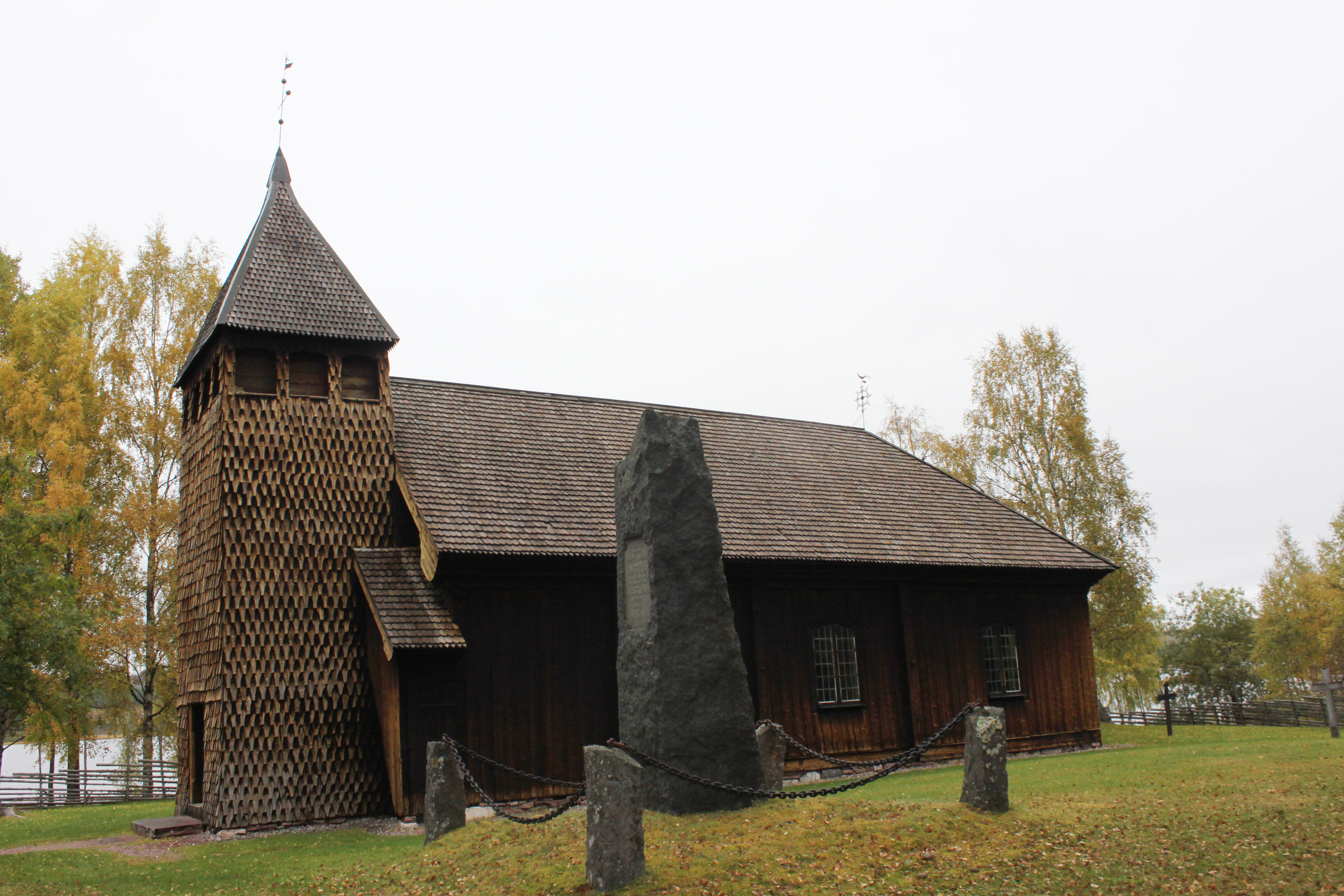
Gammelkyrka (Alte Kirche, 2012)